# Coppa Davis 2004 Zona Americana
La Zona Americana (Americas Zone) è una delle 3 divisioni zonali nell'ambito della Coppa Davis 2004.

## Gruppo I
|                                                        | Play-off 2º turno 24-26 settembre                      | Play-off 2º turno 24-26 settembre                      | Play-off 2º turno 24-26 settembre                      |                                                        |  | Play-off 1º turno 16-18 luglio      | Play-off 1º turno 16-18 luglio      | Play-off 1º turno 16-18 luglio      |                                     |                              | 1º turno 6-8 febbraio        | 1º turno 6-8 febbraio        | 1º turno 6-8 febbraio        |                    |                                                  | 2º turno 9-11 aprile                             | 2º turno 9-11 aprile                             | 2º turno 9-11 aprile                             |                                                  |                            |
|                                                        |                                                        |                                                        |                                                        |                                                        |  |                                     |                                     |                                     |                                     |                              |                              |                              |                              |                    |                                                  |                                                  |                                                  |                                                  |                                                  |                            |
|                                                        |                                                        |                                                        |                                                        |                                                        |  |                                     |                                     |                                     |                                     |                              |                              |                              |                              |                    |                                                  |                                                  |                                                  |                                                  |                                                  |                            |
|                                                        |                                                        |                                                        |                                                        |                                                        |  |                                     |                                     |                                     |                                     |                              | S                            | Brasile                      |                              |                    |                                                  |                                                  |                                                  |                                                  |                                                  |                            |
|                                                        |                                                        |                                                        |                                                        |                                                        |  | Caracas, Venezuela (Cemento)        | Caracas, Venezuela (Cemento)        | Caracas, Venezuela (Cemento)        | Caracas, Venezuela (Cemento)        |                              |                              | bye                          |                              |                    |                                                  | Bahia, Brasile (Terra)                           | Bahia, Brasile (Terra)                           | Bahia, Brasile (Terra)                           | Bahia, Brasile (Terra)                           | Bahia, Brasile (Terra)     |
|                                                        |                                                        |                                                        |                                                        |                                                        |  | S                                   | Brasile                             | 2                                   |                                     |                              |                              |                              |                              |                    | S                                                | Brasile                                          | 2                                                |                                                  |                                                  |                            |
|                                                        |                                                        |                                                        |                                                        |                                                        |  |                                     | Venezuela                           | 3                                   |                                     | Caracas, Venezuela (Cemento) | Caracas, Venezuela (Cemento) | Caracas, Venezuela (Cemento) | Caracas, Venezuela (Cemento) |                    |                                                  | Paraguay                                         | 3                                                |                                                  |                                                  |                            |
|                                                        |                                                        |                                                        |                                                        |                                                        |  |                                     |                                     |                                     |                                     |                              | Venezuela                    | 1                            |                              |                    |                                                  |                                                  |                                                  |                                                  |                                                  |                            |
|                                                        | Brasilia, Brasile (Terra)                              | Brasilia, Brasile (Terra)                              | Brasilia, Brasile (Terra)                              | Brasilia, Brasile (Terra)                              |  |                                     |                                     |                                     |                                     |                              | Paraguay                     | 4                            |                              |                    |                                                  |                                                  |                                                  |                                                  |                                                  |                            |
|                                                        | S                                                      | Brasile                                                | 1                                                      |                                                        |  |                                     |                                     |                                     |                                     |                              |                              |                              |                              |                    |                                                  |                                                  |                                                  |                                                  |                                                  |                            |
|                                                        |                                                        | Perù                                                   | 4                                                      |                                                        |  |                                     |                                     |                                     |                                     | Lima, Perù (Terra)           | Lima, Perù (Terra)           | Lima, Perù (Terra)           | Lima, Perù (Terra)           | Lima, Perù (Terra) |                                                  |                                                  |                                                  |                                                  |                                                  |                            |
|                                                        |                                                        |                                                        |                                                        |                                                        |  |                                     |                                     |                                     |                                     |                              |                              | Cile                         | 5                            |                    |                                                  |                                                  |                                                  |                                                  |                                                  |                            |
|                                                        |                                                        |                                                        |                                                        |                                                        |  | Guayaquil, Ecuador (Cemento indoor) | Guayaquil, Ecuador (Cemento indoor) | Guayaquil, Ecuador (Cemento indoor) | Guayaquil, Ecuador (Cemento indoor) |                              |                              | Perù                         | 0                            |                    |                                                  | Viña del Mar, Cile (Terra)                       | Viña del Mar, Cile (Terra)                       | Viña del Mar, Cile (Terra)                       | Viña del Mar, Cile (Terra)                       | Viña del Mar, Cile (Terra) |
|                                                        |                                                        |                                                        |                                                        |                                                        |  | Perù                                | 1                                   |                                     |                                     |                              |                              |                              |                              |                    | Cile                                             | 5                                                |                                                  |                                                  |                                                  |                            |
|                                                        |                                                        |                                                        |                                                        |                                                        |  | S                                   | Ecuador                             | 4                                   |                                     |                              |                              |                              |                              |                    | S                                                | Ecuador                                          | 0                                                |                                                  |                                                  |                            |
|                                                        |                                                        |                                                        |                                                        |                                                        |  |                                     |                                     |                                     |                                     |                              | bye                          |                              |                              |                    |                                                  |                                                  |                                                  |                                                  |                                                  |                            |
|                                                        |                                                        |                                                        |                                                        |                                                        |  |                                     |                                     |                                     |                                     |                              | S                            | Ecuador                      |                              |                    |                                                  |                                                  |                                                  |                                                  |                                                  |                            |
| Brasile retrocessa al Group II della Coppa Davis 2005. | Brasile retrocessa al Group II della Coppa Davis 2005. | Brasile retrocessa al Group II della Coppa Davis 2005. | Brasile retrocessa al Group II della Coppa Davis 2005. | Brasile retrocessa al Group II della Coppa Davis 2005. |  |                                     |                                     |                                     |                                     |                              |                              |                              |                              |                    | Cile e Paraguay ammesse ai World Group Play-off. | Cile e Paraguay ammesse ai World Group Play-off. | Cile e Paraguay ammesse ai World Group Play-off. | Cile e Paraguay ammesse ai World Group Play-off. | Cile e Paraguay ammesse ai World Group Play-off. |                            |

## Gruppo II
|                                                                     | Play-off 9-11 aprile                                                | Play-off 9-11 aprile                                                | Play-off 9-11 aprile                                                |                                                                     |                              | 1º turno 6-4 febbraio                | 1º turno 6-4 febbraio         | 1º turno 6-4 febbraio         |                               |                               | 2º turno 9-11 aprile                           | 2º turno 9-11 aprile                           | 2º turno 9-11 aprile                           |                                                |                                                     | 3º turno 24-26 settembre                            | 3º turno 24-26 settembre                            | 3º turno 24-26 settembre                            |                                                     |                         |
|                                                                     |                                                                     |                                                                     |                                                                     |                                                                     |                              |                                      |                               |                               |                               |                               |                                                |                                                |                                                |                                                |                                                     |                                                     |                                                     |                                                     |                                                     |                         |
|                                                                     |                                                                     |                                                                     |                                                                     |                                                                     |                              | Bayamón, Porto Rico (Cemento indoor) |                               |                               |                               |                               |                                                |                                                |                                                |                                                |                                                     |                                                     |                                                     |                                                     |                                                     |                         |
|                                                                     |                                                                     |                                                                     |                                                                     |                                                                     |                              | S                                    | Bahamas                       | 3                             |                               |                               |                                                |                                                |                                                |                                                |                                                     |                                                     |                                                     |                                                     |                                                     |                         |
|                                                                     | Bayamón, Porto Rico (Cemento)                                       | Bayamón, Porto Rico (Cemento)                                       | Bayamón, Porto Rico (Cemento)                                       | Bayamón, Porto Rico (Cemento)                                       |                              |                                      | Porto Rico                    | 2                             |                               |                               | Città del Messico, Messico (Terra)             | Città del Messico, Messico (Terra)             | Città del Messico, Messico (Terra)             | Città del Messico, Messico (Terra)             | Città del Messico, Messico (Terra)                  |                                                     |                                                     |                                                     |                                                     |                         |
|                                                                     |                                                                     | Porto Rico                                                          | 2                                                                   |                                                                     |                              |                                      |                               |                               |                               | S                             | Bahamas                                        | 0                                              |                                                |                                                |                                                     |                                                     |                                                     |                                                     |                                                     |                         |
|                                                                     |                                                                     | Giamaica                                                            | 3                                                                   |                                                                     | Kingston, Giamaica (Cemento) | Kingston, Giamaica (Cemento)         | Kingston, Giamaica (Cemento)  | Kingston, Giamaica (Cemento)  |                               | S                             | Messico                                        | 5                                              |                                                |                                                |                                                     |                                                     |                                                     |                                                     |                                                     |                         |
|                                                                     |                                                                     |                                                                     |                                                                     |                                                                     | S                            | Messico                              | 4                             |                               |                               |                               |                                                |                                                |                                                |                                                |                                                     |                                                     |                                                     |                                                     |                                                     |                         |
|                                                                     |                                                                     |                                                                     |                                                                     |                                                                     |                              |                                      | Giamaica                      | 1                             |                               |                               |                                                |                                                |                                                |                                                |                                                     | Toluca, Messico (Terra)                             | Toluca, Messico (Terra)                             | Toluca, Messico (Terra)                             | Toluca, Messico (Terra)                             | Toluca, Messico (Terra) |
|                                                                     |                                                                     |                                                                     |                                                                     |                                                                     |                              |                                      |                               |                               |                               |                               |                                                |                                                |                                                |                                                |                                                     | S                                                   | Messico                                             | 5                                                   |                                                     |                         |
|                                                                     |                                                                     |                                                                     |                                                                     |                                                                     |                              | Port-au-Prince, Haiti (Terra)        | Port-au-Prince, Haiti (Terra) | Port-au-Prince, Haiti (Terra) | Port-au-Prince, Haiti (Terra) | Port-au-Prince, Haiti (Terra) |                                                |                                                |                                                |                                                |                                                     | S                                                   | Rep. Dominicana                                     | 0                                                   |                                                     |                         |
|                                                                     |                                                                     |                                                                     |                                                                     |                                                                     |                              |                                      | Haiti                         | 2                             |                               |                               |                                                |                                                |                                                |                                                |                                                     |                                                     |                                                     |                                                     |                                                     |                         |
|                                                                     | L'Avana, Cuba (Cemento)                                             | L'Avana, Cuba (Cemento)                                             | L'Avana, Cuba (Cemento)                                             | L'Avana, Cuba (Cemento)                                             |                              | S                                    | Uruguay                       | 3                             |                               |                               | Santo Domingo, Repubblica Dominicana (Cemento) | Santo Domingo, Repubblica Dominicana (Cemento) | Santo Domingo, Repubblica Dominicana (Cemento) | Santo Domingo, Repubblica Dominicana (Cemento) | Santo Domingo, Repubblica Dominicana (Cemento)      |                                                     |                                                     |                                                     |                                                     |                         |
|                                                                     |                                                                     | Haiti                                                               | 2                                                                   |                                                                     |                              |                                      |                               |                               |                               | S                             | Uruguay                                        | 1                                              |                                                |                                                |                                                     |                                                     |                                                     |                                                     |                                                     |                         |
|                                                                     |                                                                     | Cuba                                                                | 3                                                                   |                                                                     | L'Avana, Cuba (Cemento)      | L'Avana, Cuba (Cemento)              | L'Avana, Cuba (Cemento)       | L'Avana, Cuba (Cemento)       |                               | S                             | Rep. Dominicana                                | 4                                              |                                                |                                                |                                                     |                                                     |                                                     |                                                     |                                                     |                         |
|                                                                     |                                                                     |                                                                     |                                                                     |                                                                     |                              | Cuba                                 | 1                             |                               |                               |                               |                                                |                                                |                                                |                                                |                                                     |                                                     |                                                     |                                                     |                                                     |                         |
|                                                                     |                                                                     |                                                                     |                                                                     |                                                                     |                              | S                                    | Rep. Dominicana               | 4                             |                               |                               |                                                |                                                |                                                |                                                |                                                     |                                                     |                                                     |                                                     |                                                     |                         |
| Puerto Rico e Haiti retrocesse al Group III della Coppa Davis 2005. | Puerto Rico e Haiti retrocesse al Group III della Coppa Davis 2005. | Puerto Rico e Haiti retrocesse al Group III della Coppa Davis 2005. | Puerto Rico e Haiti retrocesse al Group III della Coppa Davis 2005. | Puerto Rico e Haiti retrocesse al Group III della Coppa Davis 2005. |                              |                                      |                               |                               |                               |                               |                                                |                                                |                                                |                                                | Messico promossa al Group I della Coppa Davis 2005. | Messico promossa al Group I della Coppa Davis 2005. | Messico promossa al Group I della Coppa Davis 2005. | Messico promossa al Group I della Coppa Davis 2005. | Messico promossa al Group I della Coppa Davis 2005. |                         |